# Orthosia punctula
Orthosia punctula är en sydamerikansk fjärilsart som beskrevs av William Schaus 1906. Arten placeras i släktet Orthosia eller släktet och Elaphria, familjen nattflyn. Typlokalen är Castro, Paraná i Brasilien. Arten är mycket lik Orthosia bastula som också är bronsaktigt röd, men punctula saknar de vita fläckarna på täckvingarna och är generellt något mer blekröd.